# Laetia micrantha
Laetia micrantha är en videväxtart som beskrevs av André Georges Marie Walter Albert Robyns. Laetia micrantha ingår i släktet Laetia och familjen videväxter. Inga underarter finns listade i Catalogue of Life.